# John Bellenden Ker Gawler
Pour les articles homonymes, voir Bellenden.
John Bellenden Ker Gawler est un botaniste britannique, né vers 1764 à Ramridge, Andover et mort en juin 1842 dans cette même ville.
Il obtient de changer de nom par une permission royale le 5 novembre 1804 en Ker Bellenden, mais il continuera jusqu’à sa mort à signer Bellenden Ker.
Il est notamment l’auteur de Recension Plantarum (1801), Select Orchideae (vers 1816), Iridearum Genera (1827). Il édite la revue Botanical Register de 1815 à 1824. Robert Brown (1773-1858) lui dédie en 1810 le genre Bellendena de la famille des Proteaceae.
Il a pour fils Charles Henry Bellenden Ker (vers 1785-1871), un avocat et réformateur juridique.